# Zanoga (szczyt)
Zanoga – (1502 m n.p.m.) szczyt w południowo-zachodniej części Gorganów, które są częścią Beskidów Wschodnich. Jest jednym ze szczytów grzbietu Piszkonii. Położony jest w tej części ramienia Piszkonii, które na północ od Jasnowca (1600 m n.p.m.) odłącza się od głównego grzbietu, a następnie odchodzi na wschód.